# (5828) 1991 AM
(5828) 1991 AM est un astéroïde Apollon découvert le 14 janvier 1991 par Spacewatch. Le lieu de découverte est Kitt Peak.
Sa distance minimale d'intersection de l'orbite terrestre est de 0,395770 ua.